# Hobit (filmska trilogija)
Hobit je filmska serija treh fantazijskih filmov, posnetih po literarni predlogi pisatelja J. R. R. Tolkiena. Režiser serije je Peter Jackson, filmi v seriji pa so (po podnaslovu): Nepričakovano potovanje (2012), Smaugova pušča (2013) in Bitka petih vojska (2014).
Serija je po zgodbi postavljena pred filmsko trilogijo Gospodar prstanov, v glavnih vlogah so Martin Freeman (Bilbo Bogataj), Richard Armitage (Thorin Hrastov ščit) in Ian McKellen (Gandalf Sivi).

## Igralska zasedba
Bilbo Bisagin (Martin Freeman).................Thorin Hrastoščit (Richard Armitage)
Gandalf Sivi (Ian McKellen)........................Balin (Ken Stott)
Dwalin (Graham McTavish).......................Kili (Aidan Turner)
Fili (Dean O' Gorman).................................Bombur (Stephen Hunter)
Bifur (William Kircher)................................Bofur (James Nesbitt)
Oin (John Callen)........................................Gloin (Peter Hambleton)
Ori (Adam Brown).......................................Nori (Jed Brophy)
Dori (Mark Hadlow)....................................Legolas (Orlando Bloom)
Tauriel (Evangeline Lilly)............................Thranduil (Lee Pace)
Elrond (Hugo Weaving)...............................Galadriel (Cate Blanchett)
Saruman (Cristopher Lee)..........................Bard (Luke Evans)           
Radagast (Sylvester McCoy)......................Beorn (Mikael Persbrandt)
Azog (Manu Benett)....................................Bolg (John Tui)
Župan jezerskega mesta (Stephen Fry).....Alfrid (Ryan Gage)
Smaug (Benedict Cumberbatch)................Nekromant (Benedict Cumberbatch)
Dáin Železnonogi II. (Billy Connolly)...........Bain (John Bell)
Sigrid (Peggy Nesbitt).................................Tilda (Mary Nesbitt)
Yazneg (John Rawls)..................................Fimbul (Stephen Ure)
Golum (Andy Serkis)..................................Veliki Goblin (Barry Humphries)
Thrain (Michael Mizrahi)............................Thror (Jeffrey Thomas)
Girion (Luke Evans).....................................Lindir (Bret McKenzie)
Trol William (Peter Hambleton)..................Trol Tom (William Kircher)
Trol Bert (Mark Hadlow)..............................ostareli Bilbo Bisagin (Ian Holm)
Frodo Bisagin (Elijah Wood).......................Percy (Nick Blake)